# Phalascusa similis
Phalascusa similis är en insektsart som beskrevs av Van der Weele 1909. Phalascusa similis ingår i släktet Phalascusa och familjen fjärilsländor. Inga underarter finns listade i Catalogue of Life.